# دار زدن

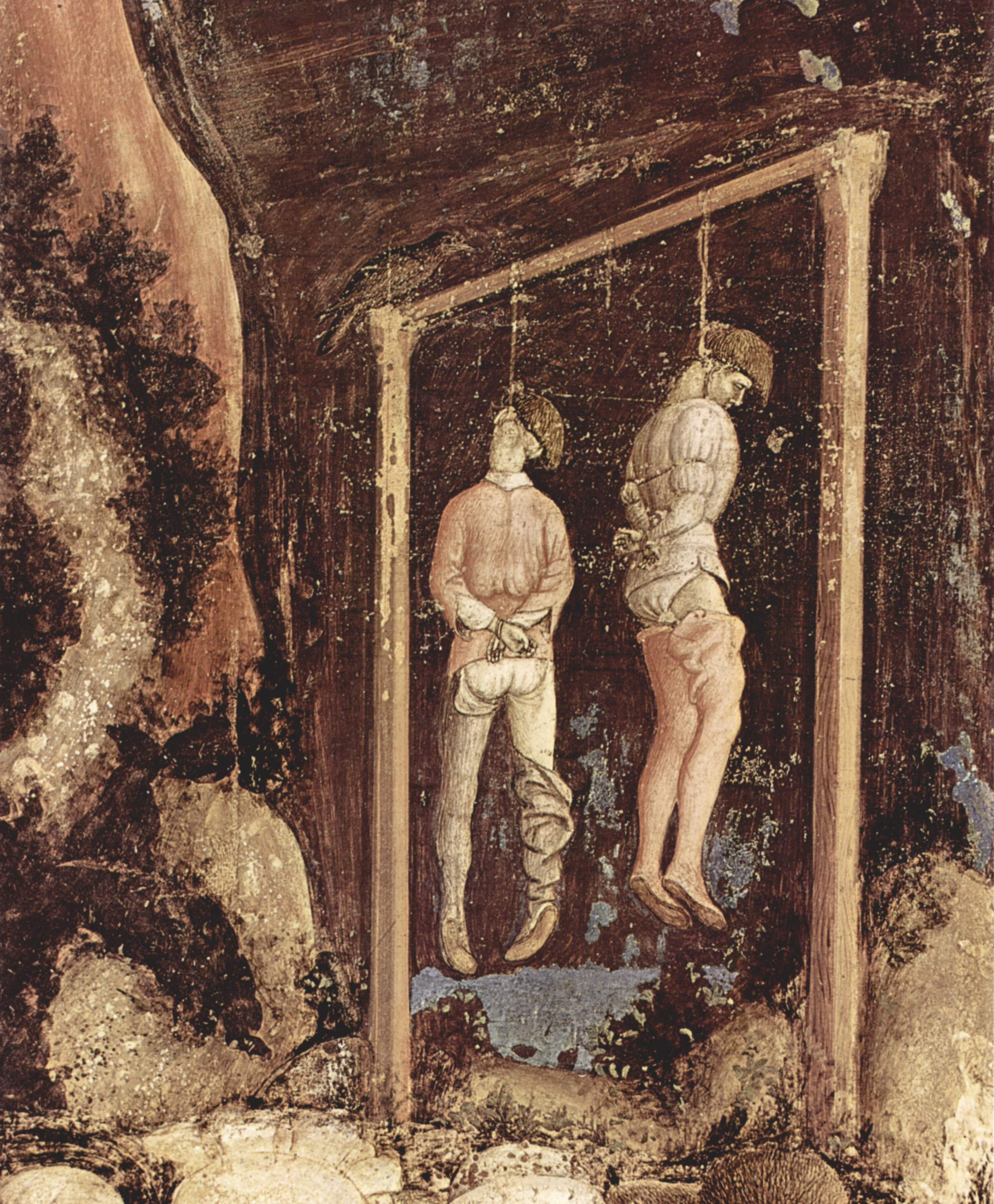
جزئیاتی از نقاشی پیزانلو، ۱۴۳۶–۱۴۳۸

دار زدن یا به دار آویختن کشتن یک فرد با آویختن او از گردن با استفاده از حلقه سرطنابی یا بند است. دار زدن از قرون وسطی به عنوان یکی از روش‌های استاندارد اعدام مورد استفاده قرار گرفته و در بسیاری از کشورها و مناطق به عنوان روش اصلی اعدام به کار رفته است. اولین روایت شناخته شده از اعدام با دار در کتاب ادیسه اثر هومر آمده است. همچنین دار زدن یکی از روش‌های خودکشی محسوب می‌شود.

## روش‌های دار زدن قضایی
روش‌های متعددی برای دار زدن در اعدام وجود دارد که باعث مرگ از طریق شکستگی گردن یا خفه کردن می‌شوند.

### افت کوتاه
افت کوتاه یکی از روش‌های دار زدن است که در آن محکوم به اعدام روی یک تکیه‌گاه بلند، مانند چهارپایه، نردبان، گاری، اسب یا وسیله نقلیه دیگر می‌ایستد و طناب حلقه‌شده دور گردن او قرار می‌گیرد. سپس تکیه‌گاه برداشته می‌شود و فرد از طناب آویزان می‌ماند.
با آویزان شدن از گردن، وزن بدن طناب را به دور گردن محکم می‌کند که باعث خفگی و در نهایت مرگ می‌شود. معمولاً از دست دادن هوشیاری به سرعت اتفاق می‌افتد و مرگ ظرف چند دقیقه رخ می‌دهد.
پیش از سال ۱۸۵۰، روش افت کوتاه، روش استاندارد دار زدن بود و همچنان در موارد خودکشی و دار زدن‌های غیرقضایی (مانند لینچ‌کردن و اعدام‌های فراقانونی) که از تجهیزات تخصصی و جدول‌های محاسبه طول طناب در روش‌های جدید بهره‌مند نیستند، رایج است.

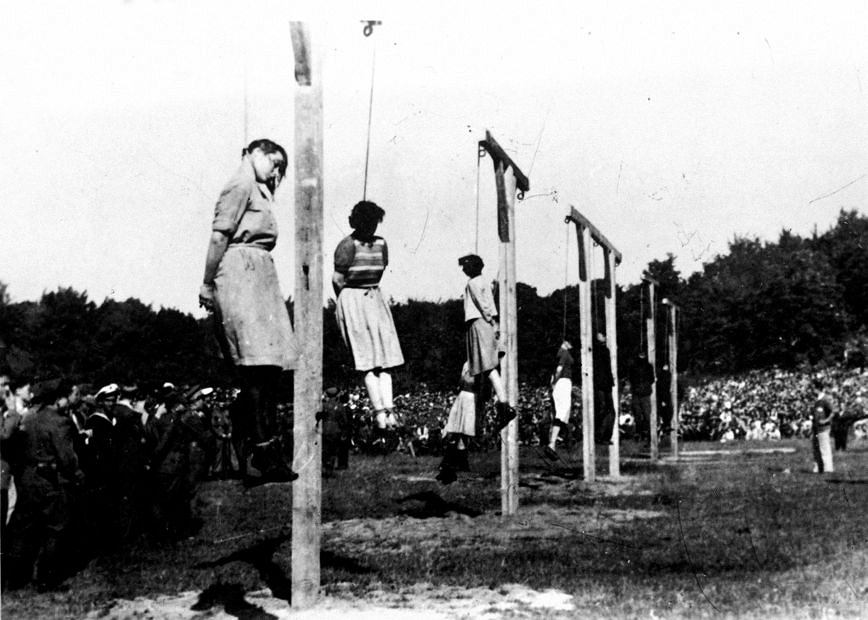
اعدام نگهبانان و کاپوهای اردوگاه کار اجباری اشتوتهوف در ۴ ژوئیه ۱۹۴۶ به وسیله دار زدن افت کوتاه. در پیش‌زمینه ناظران زن هستند: جنی-واندا بارکمن، اوا پارادایس، الیزابت بکر، واندا کلاف، گردا اشتاینهوف (چپ به راست).

#### روش میله‌ای

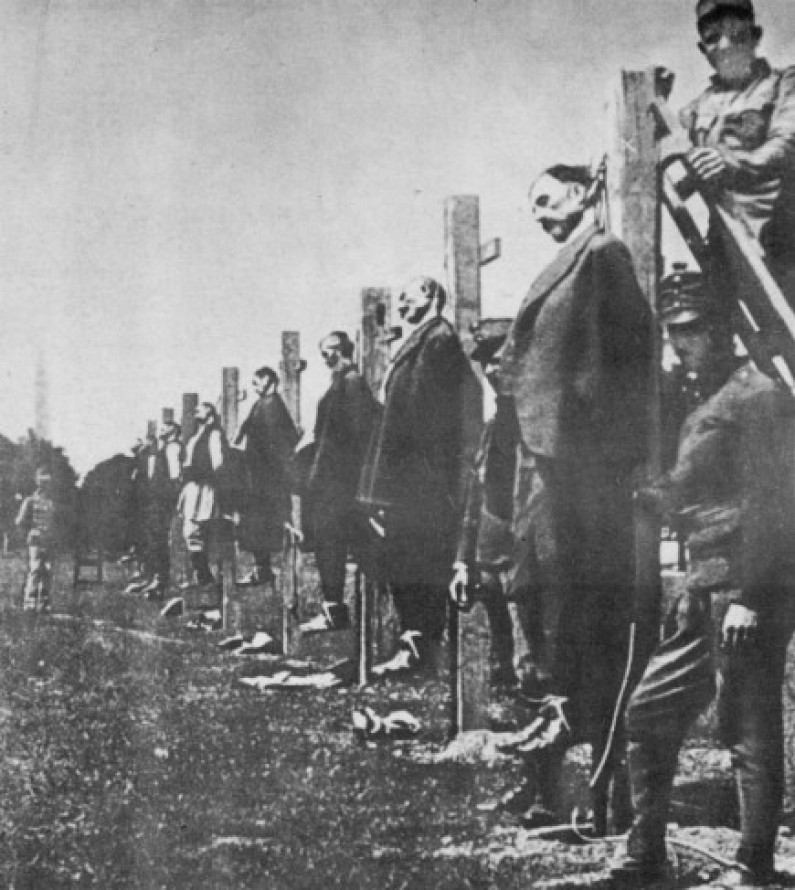
اعدام دسته‌جمعی با استفاده از «دار زدن میله‌ای» صرب‌ها توسط ارتش اتریش-مجارستان در سال ۱۹۱۶

یکی از انواع روش افت کوتاه، روش «میله‌ای» اتریش-مجارستان است که به نام Würgegalgen (به معنای واقعی: چوبه دار خفه‌کننده) شناخته می‌شود و مراحل آن به شرح زیر است:
1. محکوم در مقابل یک میله یا ستون عمودی ویژه که تقریباً ۳ متر ارتفاع دارد، قرار می‌گیرد.
2. طنابی به دور پای محکوم بسته می‌شود و از یک قرقره که در پایه میله قرار دارد عبور داده می‌شود.
3. محکوم به وسیله یک تسمه که از روی سینه و زیر بازوهای او عبور می‌کند، به بالای میله کشیده می‌شود.
4. یک حلقه باریک دور گردن زندانی انداخته می‌شود و به قلابی که در بالای میله نصب شده است، متصل می‌شود.
5. تسمه سینه رها می‌شود و دستیاران جلاد، با استفاده از طناب پای زندانی، او را به سرعت به سمت پایین می‌کشند.
6. جلاد روی سکویی پله‌دار که حدود ۱٫۲ متر ارتفاع دارد و در کنار محکوم قرار گرفته، می‌ایستد. او پاشنه دست خود را زیر فک زندانی قرار می‌دهد تا فشار بر مهره‌های گردن در انتهای افت افزایش یابد و سپس با کشیدن سر به یک سمت، گردن زندانی را به صورت دستی در حالی که مهره‌های گردن تحت کشش هستند، از جا درمی‌آورد.

این روش بعدها توسط کشورهای جانشین، به‌ویژه چکسلواکی، پذیرفته شد. در این کشور، روش «میله‌ای» از سال ۱۹۱۸ تا ۱۹۵۴ به‌عنوان تنها روش اعدام استفاده می‌شد، تا زمانی که زندان پانکراچ، که محل اجرای اعدام‌های چکسلواکی بود، یک چوبه‌دار داخلی ساخت که به‌طور خاص برای اعدام‌های افت کوتاه طراحی شده بود و جایگزین روش میله‌ای شد. کارل هرمان فرانک، جنایتکار جنگی نازی که در سال ۱۹۴۶ در پراگ اعدام شد، یکی از حدود ۱,۰۰۰ نفری بود که در چکسلواکی با روش دار زدن میله‌ای اعدام شدند.

### افت استاندارد

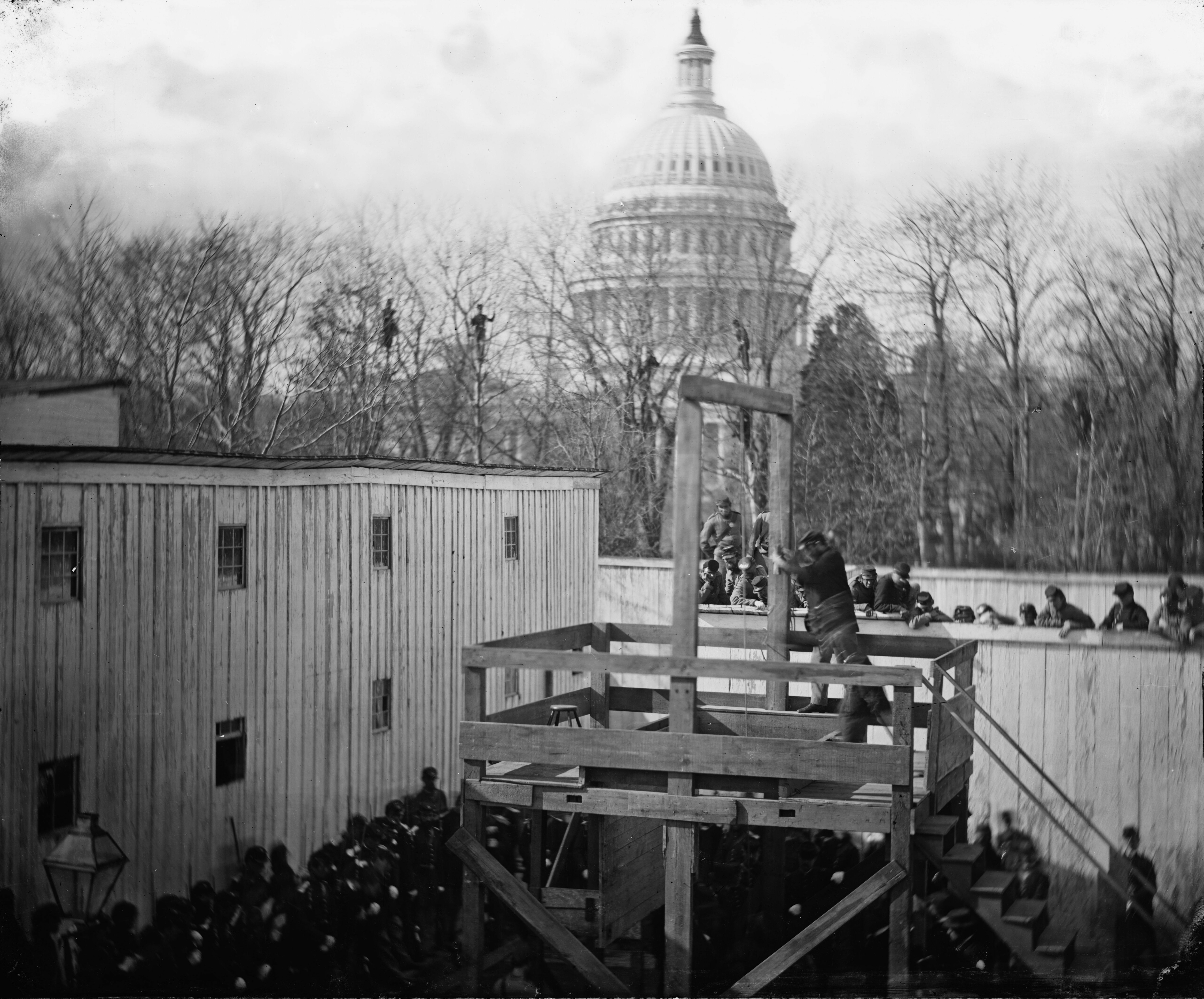
اعدام هنری ویرتز در سال ۱۸۶۵ در نزدیکی ساختمان کنگره آمریکا، به ویرتز افت استاندارد داده شد تا گردن او نشکند

روش افت استاندارد شامل سقوطی به طول ۴ تا ۶ فوت (۱٫۲–۱٫۸ متر) است و از سال ۱۸۶۶، پس از انتشار جزئیات علمی آن توسط ساموئل هاتون، پزشک ایرلندی، مورد استفاده قرار گرفت. این روش به سرعت در کشورهای انگلیسی‌زبان و کشورهایی با دستگاه قضایی منشأ گرفته از انگلستان رواج یافت.
این روش به عنوان بهبودی انسانی نسبت به افت کوتاه در نظر گرفته شد، زیرا هدف آن ایجاد سقوطی کافی برای شکستن گردن فرد بود که منجر به بی‌هوشی فوری و مرگ سریع مغزی می‌شد.
این روش برای اعدام نازی‌های محکوم تحت حوزه قضایی ایالات متحده پس از دادگاه‌ نورمبرگ استفاده شد، از جمله اعدام یواخیم فون ریبنتروپ و ارنست کالتنبرونر. در مورد اعدام ریبنتروپ، مورخ گیلز مک‌دوناگ گزارش داده است: «جلاد اعدام را خراب کرد و طناب به مدت ۲۰ دقیقه وزیر خارجه سابق را خفه کرد تا او جان سپرد.» گزارش مجله لایف درباره اعدام چنین می‌گوید: «دریچه باز شد و با صدایی که چیزی بین غرش و برخورد بود، ریبنتروپ ناپدید شد. طناب برای مدتی لرزید و سپس محکم ایستاد.»

### افت بلند

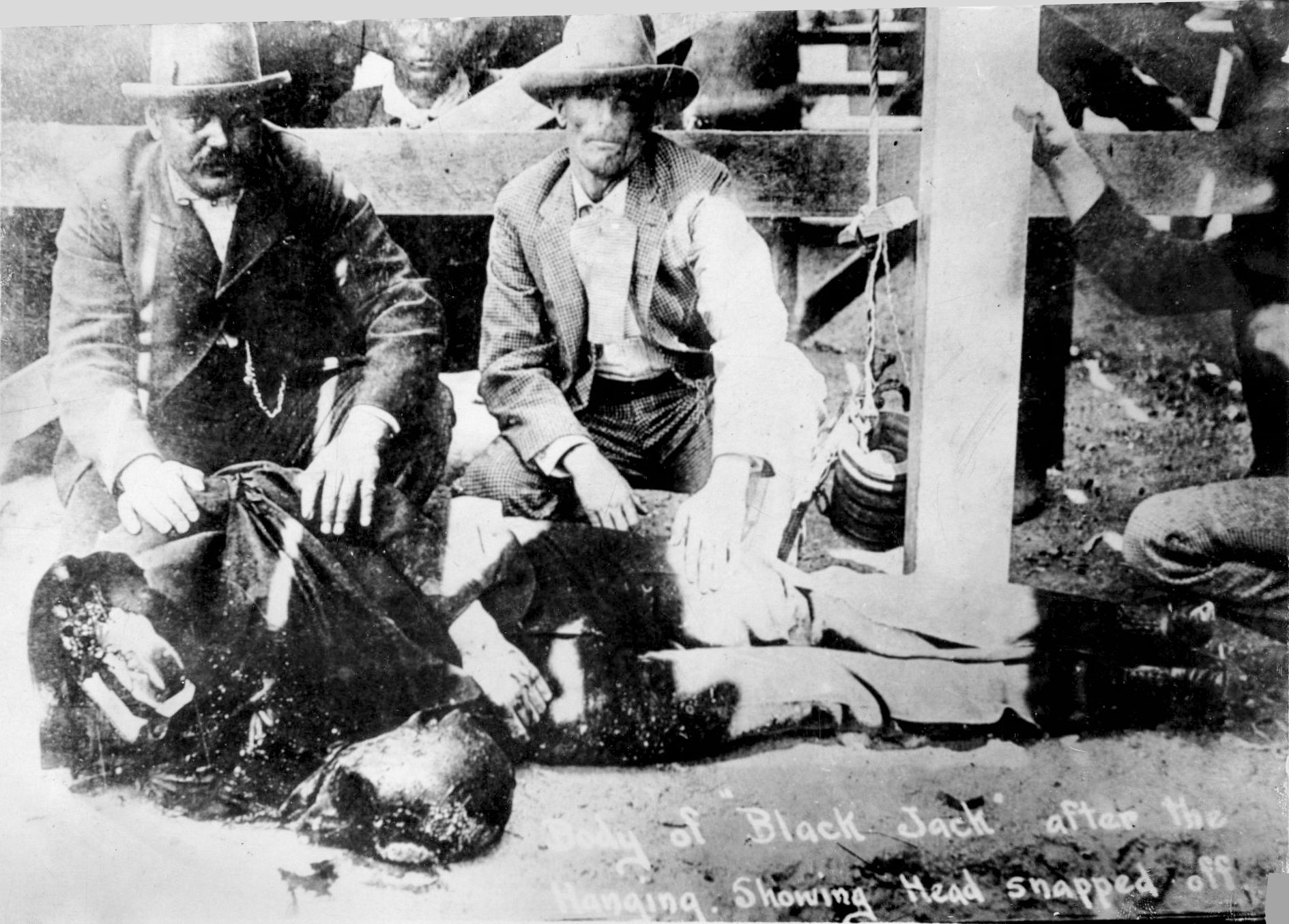
عکس با رنگ قهوه‌ای از یک کارت پستال معاصر در سال ۱۹۰۱ که بدن بریده شده تام کچام را در پی اعدام نادرست با آویزان کردن با افت بلند نشان می‌دهد. شرح آن چنین است: «بدن بلک جک پس از جدا شدن سر نشان‌دهنده آویزان.»

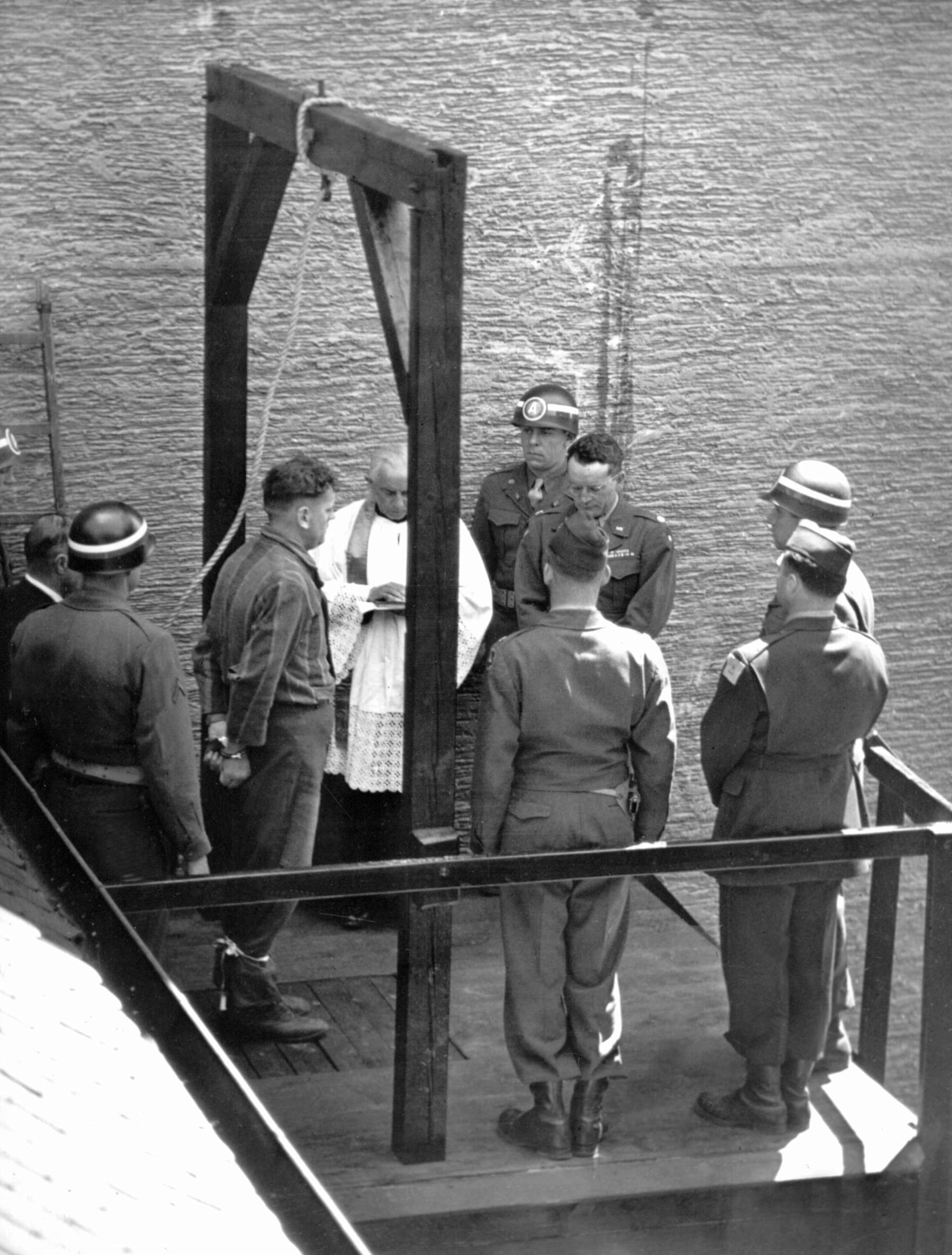
اعدام یک جنایتکار جنگی ناشناس نازی پس از جنگ جهانی دوم

فرآیند «افت بلند»، که به عنوان افت محاسبه‌شده نیز شناخته می‌شود، در سال ۱۸۷۲ توسط ویلیام ماروود به عنوان یک پیشرفت علمی نسبت به افت استاندارد در بریتانیا معرفی شد و بعدها توسط جانشین او، جیمز بری، بیشتر اصلاح شد. در این روش، به جای اینکه همه افراد فاصله استاندارد یکسانی سقوط کنند، قد و وزن فرد محکوم برای تعیین میزان شلی طناب استفاده می‌شد تا فاصله سقوط به اندازه‌ای باشد که گردن شکسته شود، اما آن‌قدر زیاد نباشد که باعث جدا شدن سر شود. قرار دادن دقیق حلقه یا گره طناب (به گونه‌ای که با محکم شدن طناب، سر به عقب کشیده شود) نیز به شکستن گردن کمک می‌کرد.
پیش از سال ۱۸۹۲، طول افت در محدوده ۴–۱۰ فوت (۱٫۲–۳٫۰ متر) بود و به وزن بدن بستگی داشت. این طول به‌گونه‌ای محاسبه می‌شد که نیرویی معادل ۱,۲۶۰ فوت-پوند (۱,۷۱۰ ژول) ایجاد کند، که موجب شکستگی گردن در مهره‌های دوم و سوم یا چهارم و پنجم گردنی می‌شد. این نیرو گاهی منجر به جدا شدن سر می‌شد، مانند مورد بدنام بلک جک کچوم در قلمروی نیومکزیکو در سال ۱۹۰۱، که به دلیل افزایش وزن قابل توجه او در دوران بازداشت، این افزایش وزن در محاسبات افت لحاظ نشده بود. بین سال‌های ۱۸۹۲ تا ۱۹۱۳، طول افت کاهش یافت تا از جدا شدن سر جلوگیری شود. پس از سال ۱۹۱۳، عوامل دیگری نیز در محاسبات مورد توجه قرار گرفت و نیروی وارد شده به حدود ۱,۰۰۰ فوت-پوند (۱,۴۰۰ ژول) کاهش یافت.
| وزن زندانی  | افت ۱۸۹۲ (فوت و اینچ) | انرژی پوند.فوت توسعه‌یافته | افت ۱۹۱۳ (فوت و اینچ) | انرژی پوند.فوت توسعه‌یافته |
| ----------- | --------------------- | ------------------------- | --------------------- | ------------------------- |
| ۱۰۵ و کمتر  | "۰'۸                  | ۸۴۰                       | -                     | -                         |
| ۱۱۰         | "۱۰'۷                 | ۸۶۲                       | -                     | -                         |
| ۱۱۵         | "۳'۷                  | ۸۳۴                       | "۶'۸                  | ۱۰۰۳                      |
| ۱۲۰         | "۰'۷                  | ۸۴۰                       | "۴'۸                  | ۱۰۰۰                      |
| ۱۲۵         | "۹'۶                  | ۸۴۴                       | "۰'۸                  | ۱۰۰۰                      |
| ۱۳۰         | "۵'۶                  | ۸۳۴                       | "۸'۷                  | ۹۹۶                       |
| ۱۳۵         | "۲'۶                  | ۸۳۳                       | "۵'۷                  | ۱۰۰۱                      |
| ۱۴۰         | "۰'۶                  | ۸۴۰                       | "۲'۷                  | ۱۰۰۳                      |
| ۱۴۵         | "۹'۵                  | ۸۳۴                       | "۱۱'۶                 | ۱۰۰۳                      |
| ۱۵۰         | "۷'۵                  | ۸۳۸                       | "۸'۶                  | ۹۹۹                       |
| ۱۵۵         | "۵'۵                  | ۸۴۰                       | "۵'۶                  | ۹۹۵                       |
| ۱۶۰         | "۳'۵                  | ۸۵۳                       | "۳'۶                  | ۱۰۰۰                      |
| ۱۶۵         | "۱'۵                  | ۸۳۹                       | "۱'۶                  | ۱۰۰۴                      |
| ۱۷۰         | "۱۱'۴                 | ۸۳۶                       | "۱۰'۵                 | ۹۹۲                       |
| ۱۷۵         | "۹'۴                  | ۸۳۱                       | "۸'۵                  | ۹۹۱                       |
| ۱۸۰         | "۸'۴                  | ۸۳۹                       | "۷'۵                  | ۱۰۰۵                      |
| ۱۸۵         | "۷'۴                  | ۸۴۸                       | "۵'۵                  | ۱۰۰۲                      |
| ۱۹۰         | "۵'۴                  | ۸۳۹                       | "۳'۵                  | ۹۹۳                       |
| ۱۹۵         | "۴'۴                  | ۸۴۴                       | "۲'۵                  | ۱۰۰۸                      |
| ۲۰۰ و بیشتر | "۲'۴                  | ۸۳۳                       | "۰'۵                  | ۱۰۰۸                      |

جدا شدن سر اوا دوگان در طی یک اعدام ناموفق در سال ۱۹۳۰ باعث شد آریزونا روش اتاق گاز را به‌عنوان روش اصلی اعدام جایگزین کند، زیرا این روش به‌عنوان انسانی‌تر تلقی می‌شد. یکی از موارد اخیر جدا شدن سر در نتیجه افت بلند در سال ۲۰۰۷ رخ داد، زمانی که برزان تکریتی در عراق اعدام شد. جدا شدن تصادفی سر همچنین در سال ۱۹۶۲ در هنگام اعدام آرتور لوکاس رخ داد، یکی از دو نفری که آخرین بار در کانادا به مرگ محکوم شدند.
نازی‌هایی که تحت حوزه قضایی بریتانیا اعدام شدند، از جمله یوزف کرامر، فریتس کلاین، ایرما گرزه و الیزابت فولکنرات، توسط آلبرت پیرپوینت با استفاده از روش افت متغیر که توسط ماروود ابداع شده بود، اعدام شدند. رکورد سریع‌ترین اعدام به روش افت بلند در بریتانیا هفت ثانیه بود، از زمانی که جلاد وارد سلول می‌شد تا لحظه سقوط. سرعت در سیستم بریتانیا اهمیت داشت زیرا اضطراب ذهنی فرد محکوم را کاهش می‌داد.
روش دار زدن با افت بلند همچنان در برخی کشورها، از جمله ژاپن و سنگاپور، به‌عنوان روش اعدام مورد استفاده قرار می‌گیرد.

## به عنوان خودکشی

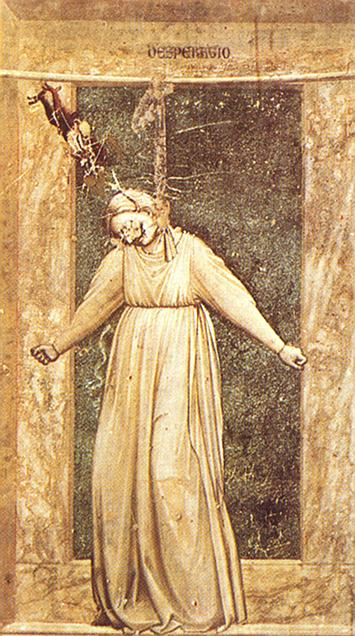
خودکشی با دار زدن

دار زدن یکی از روش‌های رایج خودکشی است. مواد لازم برای خودکشی از طریق دار زدن، در مقایسه با اسلحه یا سم، به‌راحتی در دسترس افراد عادی قرار دارد. برای این نوع خودکشی، آویزان شدن کامل بدن الزامی نیست، و به همین دلیل، این روش به‌ویژه در میان زندانیان مستعد خودکشی بسیار رایج است. نوعی از دار زدن که با آویزان شدن کامل قابل مقایسه است، می‌تواند از طریق خودخفگی با استفاده از یک حلقه در اطراف گردن و اعمال وزن نسبی بدن (آویزان شدن جزئی) برای محکم کردن حلقه انجام شود. در مواردی که خودکشی با دار زدن شامل آویزان شدن جزئی باشد، معمولاً متوفی در حالتی پیدا می‌شود که هر دو پایش روی زمین قرار دارد؛ مثلاً در حالت زانو زدن، خم شدن یا ایستادن. آویزان شدن جزئی یا تحمل وزن نسبی روی حلقه، گاهی استفاده می‌شود، به‌ویژه در زندان‌ها، بیمارستان‌های روانی یا سایر مؤسسات، جایی که ایجاد شرایط لازم برای آویزان شدن کامل دشوار است، زیرا نقاط بلند مناسب (مانند قلاب‌ها یا لوله‌ها) برداشته شده‌اند.
در کانادا، دار زدن رایج‌ترین روش خودکشی است. در ایالات متحده، دار زدن پس از شلیک گلوله به خود، دومین روش رایج خودکشی محسوب می‌شود. در بریتانیا، که دسترسی به اسلحه کمتر امکان‌پذیر است، در سال ۲۰۰۱ دار زدن رایج‌ترین روش خودکشی در میان مردان و دومین روش رایج در میان زنان (پس از مسمومیت) بود.
افرادی که از اقدام به خودکشی از طریق دار زدن جان سالم به در می‌برند، چه به دلیل پاره شدن طناب یا نقطه اتصال حلقه و چه به دلیل نجات و پایین آورده شدن، ممکن است با طیفی از آسیب‌های جدی مواجه شوند، از جمله کمبود اکسیژن مغزی (که می‌تواند منجر به آسیب دائمی مغز شود)، شکستگی حنجره، شکستگی مهره‌های گردن (که ممکن است باعث فلج شود)، شکستگی نای، پارگی حلق و آسیب به سرخرگ کاروتید.

## به عنوان قربانی انسانی
برخی پیشنهادها وجود دارند که وایکینگ‌ها از دار زدن به‌عنوان قربانی انسانی برای اودین استفاده می‌کردند تا قربانی خود اودین را، که خود را از ایگدراسیل آویخته بود، گرامی بدارند. در شمال اروپا، این نظریه به‌طور گسترده مطرح شده است که اجساد باتلاقی دوران عصر آهن، که بسیاری از آنها نشانه‌هایی از دار زدن را نشان می‌دهند، نمونه‌هایی از قربانی‌های انسانی به خدایان بوده‌اند.

## اثرات پزشکی

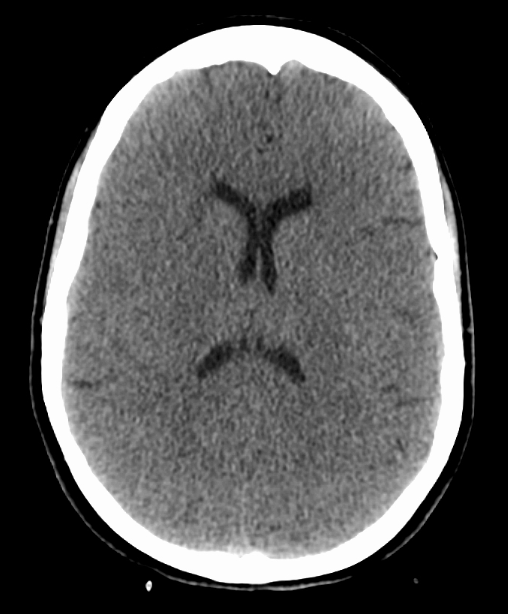
آسیب مغزی بدون اکسیژن به دنبال دار زدن – هم از دست دادن تمایز قابل مشاهده بین ماده خاکستری و سفید و هم کاهش اندازه بطن به دلیل تورم مغز قابل مشاهده است.

دار زدن ممکن است منجر به یک یا چند مورد از شرایط پزشکی زیر شود که برخی از آنها می‌توانند به مرگ منتهی شوند:
- انسداد شریان‌های کاروتید که باعث کمبود اکسیژن مغزی می‌شود
- انسداد وریدهای ژوگولار
- شکستگی گردن (شکستگی مهره‌های گردنی) که منجر به آسیب شدید نخاعی یا حتی جدا شدن ناخواسته سر می‌شود
- انسداد راه هوایی

علت مرگ در دار زدن به شرایط مرتبط با این رویداد بستگی دارد. هنگامی که بدن از موقعیتی نسبتاً بلند رها می‌شود، علت اصلی مرگ معمولاً آسیب شدید به مهره‌های بالایی گردن است. آسیب‌های ناشی از دار زدن بسیار متغیر هستند. یک مطالعه نشان داد که تنها در تعداد کمی از موارد دار زدن قضایی، شکستگی مهره‌های گردنی رخ داده است (۶ مورد از ۳۴ پرونده بررسی‌شده)، که از این تعداد، نیمی (۳ مورد از ۳۴) شامل شکستگی کلاسیک «جلاد‫» بوده است (شکستگی دوطرفه ساختار آناتومی در مهره دوم گردن، سی۲).
بر اساس پژوهش جنبه‌های تاریخی و بیومکانیکی شکستگی جلاد، عبارت رایج در احکام اعدام، «دار زدن از گردن تا مرگ»، ضروری بوده است.
گره کناری یا زیرگوشی نشان داده است که می‌تواند باعث آسیب‌های پیچیده‌تری شود. در یکی از مواردی که به‌طور دقیق مطالعه شده، این نوع گره تنها باعث آسیب‌های رباطی به ستون فقرات گردنی و پارگی دوطرفه شریان‌های مهره‌ای شده است، اما هیچ شکستگی عمده مهره‌ای یا آسیب فشاری به نخاع ایجاد نکرده است.

## نحوه مرگ با دار
در حقیقت هنگامی که شخص محکوم به اعدام از طناب دار حلق آویز می‌شود، ضربه شدیدی به ستون فقرات و گردن وی وارد می‌شود و در نتیجه باعث شکستگی و آسیب شدید در بصل النخاع می‌شود که این امر موجب ایست دستگاه تنفسی به دلیل فلج شدن ریه‌ها می‌شود.
انواع دار آویختگی
1. اعدام (قصاص-مجازات)
2. اتفاقی: مثل گیر کردن طناب‌های دور کمر به دور گردن در کوهنوردان
3. خودکشی
4. به دار آویختن یک فرد مرده جهت وانمود به خودکشی کردن

علت مرگ
به‌طور کلی علل مرگ به‌خاطر دار آویختگی را می‌توان این‌گونه ذکر کرد:
1. انسداد سرخرگ‌های حیاتی گردن و نرسیدن خون و اکسیژن به مغز.
2. شکستن گردن و آسیب پیاز مغز (حداقل ۱۲۰ سانتیمتر باید طناب سقوط کند و سپس بایستد تا گردن شکسته شود، که بستگی به وزن شخص دارد).
3. انسداد شاهرگ‌ها و افزایش ناگهانی فشار خون که منجر به ایست قلبی می‌شود.
4. خفگی در اثر انسداد مجرای تنفسی (دار زدن با طناب کوتاه)
5. شوک وقفه‌ای از علل دیگر مرگ بر اثر دار آویختگی می‌باشد فشارهای ۵ کیلویی باعث بسته شدن شریان کاروتید و ۲۵ کیلو موجب شکستگی دررفتگی مهرهای گردنی می‌شود.